# 6-й гвардійський кавалерійський корпус (СРСР)
6-й гвардійський кавалерійський корпус (рос. 6-й гвардейский кавалерийский корпус), 6-й гв.кк, (повна назва — 6-й гвардійський ордена Суворова кавалерійський корпус) — оперативно-тактичне військове об'єднання, кавалерійський корпус Червоної армії, який брав участь у бойових діях німецько-радянської війни в період з січня 1943 до травня 1945 року.

## Історія об'єднання
6-й гвардійський кавалерійський корпус сформовано 22 січня 1943 року шляхом перейменування 7-го кавалерійського корпусу на виконання наказу НКО № 30 від 19 січня 1943 року. Кавалерійське об'єднання вело бойові дії в районі Валуйки та Уразово. Головним завданням кінноти було відбити контрудар військ вермахту назустріч італійським військам, що проривалися з котла в районі Розсоші. Основні бої розгорнулися з італійцями, які намагалися пробитися зсередини мішка, що утворився. До 27 січня частини італійського альпійського корпусу були розгромлені: знищені дивізії «Кунеензе», «Юлія», «Віченця» та залишки 385-ї німецької піхотної дивізії. З 25 по 28 січня в полон взято 17 500 осіб, у тому числі командири дивізій «Кунеензе», «Юлія» і «Віченца» генерали Баттісті, Ріканьо і Пасколіні. Вбито до 5000 ворожих солдатів. Взято величезну кількість трофеїв.
З лютого 6-й гвардійський кавалерійський корпус активно діяв на харківському напрямку. Вів бої проти ударних груп танково-гренадерських дивізій Лейбштандарте-СС «Адольф Гітлер» та «Дас Райх», що контрнаступали з танками та мотопіхотою на позиції Червоної армії. Втім 6-й гв.кк бойове завдання не виконав, він не тільки не атакував Харків із заходу, але й не зміг перешкодити противнику вийти з Харкова, моторизовані групи есесівців з частинами харківського гарнізону пройшли крізь нього колонами на Красноград, а ударні групи СС змусили корпус і зовсім відступити.
З 12 березня після підходу частин 1-ї гв.кк дивізії 6-го гв.кк були виведені у другий ешелон. На 14 березня чисельність особового складу корпусу становила 3956 осіб і 2410 коней. З озброєння залишалося лише 2 76-мм гармати, 28 мінометів. Усього втрати корпусу з 14 січня по 14 березня 1943 року становили 8303 людей та 8194 коней. 15 березня корпус отримала наказ зайняти оборону по східному берегу Сіверського Донця в районі Новий Ольшанець, Маслова Пристань, Безлюдівка. Зайнявши новий рубіж оборони, кавалеристи розпочали обладнання позицій. До вибуху готувалися всі мости через Донець. 18 березня німці, прорвавши оборону частин 69-ї армії, прорвалися до Сіверського Донця і опанували Бєлгород.
До 2 квітня частини корпусу вийшли в новий район, де розпочали відновлення боєздатності, почавши отримувати поповнення і приступивши до бойової підготовки. Протягом весни та літа 1943 року частини корпусу вели безперервну підготовку. У період Курської битви корпус залишався в резерві Ставки. 2 серпня корпус отримав наказ здійснити марш у район Вязьми, де його передали до складу Західного фронту.
У подальшому брав участь у Смоленській операції, бився у смузі наступу 33-ї армії у районі Спас-Деменська, потім на Єльнинсько-Дорогобузькому напрямку. Після відновлення 28 серпня наступу корпус висунувся у створений піхотою прорив лінії фронту. До кінця 29 серпня підрозділи корпусу прорвалися до Потапівки, Зміївки. 30 серпня кавалеристи вели бої разом із піхотою 144-ї і 222-ї стрілецьких дивізій. З 31 серпня не витримавши удару танкістів 5-го механізованого корпусу та стрілецьких дивізій 33-ї армії війська вермахту почали відходити до річки Десна. До 2 вересня, кавалеристи переправилися через Десну в районі Шатьково. Однак не зумівши подолати оборону ворога на західному берегу Десни з 4 вересня об'єднання було виведено до другого ешелону.
Взимку 1944 року 6-й гвардійський кавалерійський корпус бився на півночі України, в районі Сарн, на заході від Рівного, за П'яннє. У подальшому бився у південній Польщі та в Угорщині. Бойові дії завершив під Будапештом.

## Командування

### Командири
- генерал-лейтенант Соколов С. В. (19 січня 1943 — 9 квітня 1945);
- генерал-майор Куц І. Ф. (10 квітня — 11 травня 1945).

### Склад
- 8-ма гвардійська кавалерійська дивізія (20.01.1943 — 11.05.1945)
- 13-та гвардійська кавалерійська дивізія (22.01.1943 — 11.05.1945)
- 8-ма кавалерійська дивізія (01.06.1943 — 11.05.1945)
- 350-та стрілецька дивізія (25.02.1943 — 03.03.1943)
- 219-та стрілецька дивізія (26.02.1943 — 02.03.1943)
- 162-га стрілецька дивізія (24.02.1944 — 11.03.1944)
- 6-та гвардійська стрілецька дивізія (03.02.1944 — 16.02.1944)
- 1813-й самохідно-артилерійський полк (10.02.1944 — 30.04.1944)
- 142-й гвардійський винищувально-протитанковий артилерійський полк (10.02.1944 — 30.04.1944)
- 1732-й зенітний артилерійський полк (20.02.1944 — 09.03.1944)